# Narancsízű
A narancsízű egy hazai nemesítésű csemegeszőlőfajta. Szegedi Sándor és társai állították elő a Chasselas Queen Victoria White és a szőlőskertek királynője muskotály keresztezésével 1950-ben.

## Leírása
Tőkéje erős növésű, hosszú és kevés számú vesszőt nevel. Rügyei közepesen nagyok, tompa hegyűek, fakó-barnák, csupaszok, pikkelylevelei zártak. Fürtje nagy, átlagosan 300 gramm tömegű, hengeres, de kissé vállas, laza. Bogyó közép-nagyok, gömbölyűek, sárgák, hamvasak, narancshoz hasonló ízűek. Augusztus közepétől érik, hosszúmetszést igényel. Rügyei fagy érzékenyek, de bogyói a rothadásnak ellenállnak.